# Warileya phlebotomanica
Warileya phlebotomanica är en tvåvingeart som beskrevs av Hertig M. 1948. Warileya phlebotomanica ingår i släktet Warileya och familjen fjärilsmyggor. Inga underarter finns listade i Catalogue of Life.